# Christoph Zacharias
Christoph Zacharias (* 1962) ist ein deutscher Wirtschaftswissenschaftler. 
Er studierte Betriebswirtschaftslehre und Philosophie an der Universität zu Köln und wurde 1992 an der Bergischen Gesamthochschule Universität Wuppertal mit der Dissertation Dynamische Unternehmensarchitektur promoviert. Ab 1989 arbeitete er für verschiedene Unternehmen mit Schwerpunkt Unternehmensberatung und Gründungsfinanzierung. 1999 wurde er zum Professor im Bereich Betriebswirtschaftslehre mit Schwerpunkt Entrepreneurship und Unternehmensführung an die Rheinische Fachhochschule Köln berufen. Seit 2005 lehrt er an der Hochschule Bonn-Rhein-Sieg in Sankt Augustin, wo er zunächst eine Professur für Existenzgründungs- und Mittelstandsmanagement übernahm und seit 2010 eine Professur für „Entrepreneurship and Social Business“ innehat. Von 2006 bis 2012 leitete er das Institut für Existenzgründung und Mittelstandsförderung (IfEM) an der Hochschule Bonn-Rhein-Sieg. 2012 gründete er ebenda das Institut für Soziale Innovationen (ISI).
Zacharias forscht an der Regionalen Gründungsforschung sowie dem Entrepreneurship. 